# پی‌یر لومه
پیر لومه (فرانسوی: Pierre Lhomme‎؛ زادهٔ ۵ آوریل ۱۹۳۰ - درگذشت ۵ ژوئیهٔ ۲۰۱۹) یک فیلم‌بردار سینما اهل فرانسه بود.

## فیلم‌شناسی
وی فیلم‌بردار فیلم‌هایی همچون کامیل کلودل، ارتش سایه‌ها، دختر کوچک من، طلاق و فیلم دلپذیر بوده‌است.